# Web@cademie
Fundada em 2010, a Web@cademie  é uma escola de informática, instituição de ensino superior localizada na cidade do Le Kremlin-Bicêtre, França.
A Web@cademie está entre as mais prestigiadas grandes écoles de 
Informática da França · .

## Laboratórios e centros de investigação
- Laboratórios Desenvolvimento web